# Connie Talbot
Connie Talbot (Walsall, 20 de novembro de 2000) é uma cantora britânica. Tendo chegado à fama no ano de 2007, quando foi até à final do concurso de novos talentos "Britain's Got Talent", onde perdeu para Paul Potts, Connie já teria seu contrato assinado com a Sony BMG, o que não aconteceu devido à sua pouca idade.
Porém, logo após, Connie assinou contrato com “Rainbow Recording Company”, onde lançou seu primeiro álbum: Over the Rainbow, no Reino Unido, em 26 de novembro de 2007. Em 18 de junho de 2008, este álbum foi relançando, porém, com nova playlist, incluindo um cover de Bob Marley, com a música “Three Little Birds”. Já seu terceiro álbum, o “Connie Talbot's Holiday Magic”, foi lançado em 13 de outubro de 2009, no Estados Unidos; e como Connie Talbot's Christmas Magic, em 30 de Novembro de 2009, no Reino Unido.
Apesar de algumas criticas negativas, Over the Rainbow já vendeu mais de 250.000 cópias em todo o mundo e chegou a número um em três países. Este sucesso garantiu a Connie 2 Guinness World Records. Desde o lançamento do seu primeiro álbum, Talbot tem se apresentado publicamente na televisão e na Europa, nos E.U.A e em toda a Ásia, onde sua música ganhou reconhecimento através do YouTube.

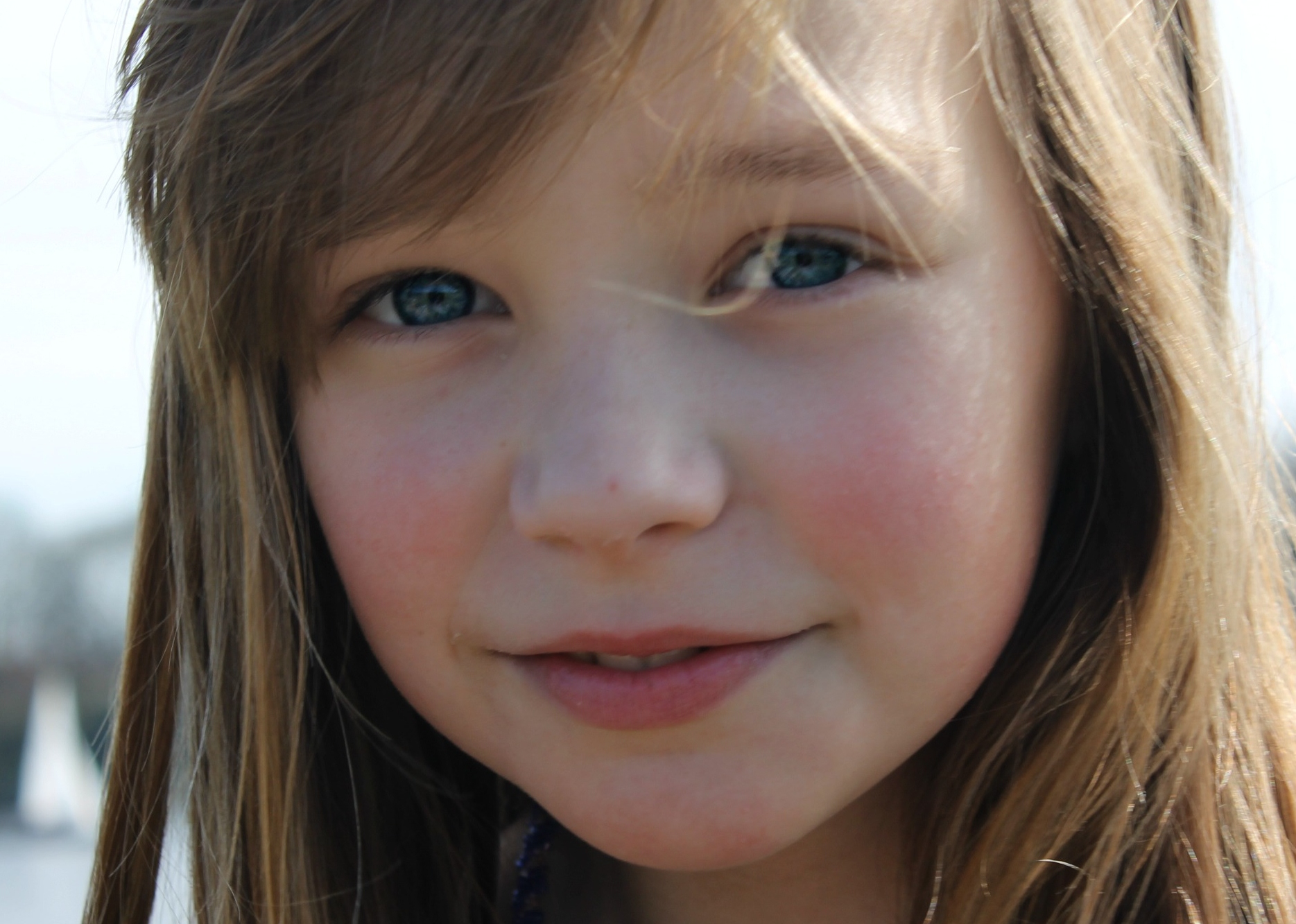
Connie Talbot no Sutton Park, março de 2012

## Vida pessoal
Apesar da vida estar diferente por causa da fama, a pequena estrela Connie Talbot tenta levar uma vida comum, como qualquer outra adolescente. Frequenta a escola de ensino médio em seu Estado. Mora com sua mãe, Sharon, que sempre a acompanha em todos os eventos, e com seu pai, Gavin, além da irmã Mollie e o irmão Josh.

## Britain's Got Talent
Connie decidiu participar do concurso por brincadeira, mas acabou sendo surpreendida pelo duro Simon Cowell, quando o mesmo descreveu a menina como “pura magia”. Esperava-se na apresentação da menina, mais uma “piada”, como tantas outras que ocorrem na apresentação dos candidatos. Porém não foi só Cowell que surpreendeu-se, como também os outros jurados.
A menina nunca havia tido aulas de canto até então, somente brincava com seu karaokê, e com seus poucos 6 anos, surpreendeu a todos ao chegar a final do concurso. Passou para a fase final cantando ao vivo, a música “Ben”, de Michael Jackson. Na final, cantou “Over the rainbow”, porém, na votação por telefone, acabou perdendo a disputa para o concorrente Paul Potts.
Após o término do concurso, Simon Cowell mostrou-se interessado em firmar contrato com Connie Talbot, chegando inclusive a gravar duas músicas em Londres com a menina (“Over the rainbow” e “Smile”), porém, desistiram do negócio. A mãe da pequena Talbot, Sharon, disse que foi informado de que sua filha "... era muito jovem para ser o seu tipo de artista da gravadora”, acrescentando: " Foi-nos dito para procurar uma empresa que cuida de crianças.” Em um comunicado, a gravadora disse que "havia alguma deliberação sobre a possibilidade da gravação com Connie ... No entanto, a decisão de não avançar foi feita com as melhores intenções para Connie, levando em consideração sua idade e que não seria certo fazê-lo neste momento." A família Talbot decidiu procurar outra gravadora, dizendo que "enquanto Talbot ama o que ela está fazendo, seria cruel detê-la. Fama e dinheiro nunca importam."
A Sony BMG registros chefe disse: "Essa menina é especial. Nunca senti um silêncio tão poderoso em minha vida como quando Connie cantou. Foi pura magia." Controvérsias a parte, o que não há de se negar é o talento da menina, que ainda chama a atenção da gravadora que a recusou por sua idade.

## Over the Rainbow
Em outubro de 2007, a pequena Talbot assina contrato de seis dígitos com a Rainbow Recording Company. Com este álbum, Connie passou a ser chamada por críticos de "próxima Charlotte Church".
Envolvendo diversas pessoas na produção de seu primeiro álbum, foi levado em conta as atividades rotineiras de Connie, assim, durante a gravação, suas aulas não seriam interrompidas. Foi elaborado um cronograma para que todos os seus horários fossem atendidos. Uma ótima solução que não deixou que a música roubasse parte de sua infância.
O álbum rendeu o disco de ouro para a pequena artista, em dezembro de 2007. Para esta marca, um inicial de 50 mil cópias foram praticamente pressionadas, mas logo outras 120 mil tiveram que ser feitas.
Neste mesmo dezembro, em 2007, um tumulto quase causou o cancelamento de uma apresentação da menina. Como estrela principal do Natal e Festival de Inverno, a polícia teve que ameaçar a multidão para retomar o controle da situação, pois estavam clamando ardentemente para chegar a tenda em que a pequena estrela encontrava-se. A respeito da situção, Connie manteve-se calma, e após a apresentação, declarou: “Eu amo isso aqui, é brilhante, muito divertido”, mostrando mais uma vez o amor pela música.
O álbum recebeu duras criticas, inclusive falando da falta de sentimento ao cantar as músicas, e que a menina não sabe o significado das músicas que canta. Porém, passando por cima das criticas, o álbum foi relançado em junho de 2008, com pré-vendas a partir de maio do mesmo ano, alcançando mais uma vez grande sucesso. A diferença neste álbum, eram três novas músicas para substituir as canções natalinas.
Entre abril e maio de 2008, a pequena Connie Talbot fez turnê pela Ásia, para promover o relançamento do disco. Passou por Coreia do Sul, Taiwan, Hong Kong e Singapura, retornando para a Inglaterra ao final de maio.
Aproveitando também a internet, seus vídeos foram para o topo no site YouTube. Com milhões de acessos, a menina ganhou ainda mais brilho.
Em agosto de 2008, foi anunciado um jogo de karaokê onde figuraria Connie. Com contrato assinado com Data Design Interactive, o jogo foi lançado. O jogo conta com 15 canções de Over the Rainbow, permitindo aos jogadores cantar com a menina em uma imagem gerada pelo computador.

## Talbot's Christmas Connie álbum
Em novembro de 2008, foi anunciado que Talbot havia produzido uma série de novas canções para seu novo álbum. Gravado em um estúdio caseiro, “Talbot's Christmas Connie álbum” foi lançado em 24 de novembro de 2008. Em um tema de natal, é caracterizado, segundo o site oficial da pequena estrela, como “uma mistura de clássicos de Natal e música moderna”.
Graças a este novo álbum, um documentário chamado “Natal com Connie” foi exibido na ITV Central, em 18 de dezembro. Além disto, foi exibido em dias que antecederam o Natal, tapes das músicas da menina.
Em seguida, embarcou em uma turnê promocional, fazendo paradas em todo o mundo, que incluiu uma apresentação no Ewha Womans University na Coréia, e uma performance no Heart A para crianças carentes,coberto por uma emissora de televisão em Berlim, Alemanha. Voltou para casa em meados de Dezembro, para ter "um Natal tranqüilo com a sua família".
Em abril de 2009, viajou novamente para os EUA, a fim de divulgar um novo single, um cover de “" I Will Always Love You ". O single foi lançado nos EUA em 7 de abril, junto com um recém-gravado "You Raise Me Up". Talbot, em seguida, viajou para os EUA em 30 de abril, e voltou no 2 de maio. Em suas apresentações, incluiu Good Day New York na Fox Broadcasting Company 's WNYW . O single alcançou a posição número quatro no Billboard Hot 100 Singles Sales. Uma grande marca para a menina de então nove anos.
Em setembro, é lançada mais uma versão deste álbum, o Connie Talbot's Holiday Magic. Nos Estados Unidos, nomeada embaixatriz mirin, Connie fez apresentações solidárias para arrecadar brinquedos a crianças carentes.
Em conjunto com o lançamento do CD Magic Holiday, Talbot gravou um especial de televisão na WVIA Public Media Studios, uma estação da rede PBS. Em 1 de dezembro de 2009 o DVD foi lançado para venda ao público de Hong Kong.